# Osiukła
Osiukła (lit. Asiūklė) – kolonia na Litwie, w okręgu wileńskim, w rejonie wileńskim, w gminie Rzesza, przy drodze krajowej 172.

## Historia
Pod zaborami zaścianek; w II Rzeczypospolitej wieś Osiukła Dolna (lit. Žemoji Asiūklė) i zaścianek Osiukła Górna (lit. Aukštoji Asiūklė); w czasach sowieckich obie miejscowości były wsiami. 
W XIX i w początkach XX w. położona była w Rosji, w guberni wileńskiej, w powiecie wileńskim. Po I wojnie światowej pod administracją polską, w Zarządzie Cywilnym Ziem Wschodnich. W latach 1920–1922 w składzie Litwy Środkowej.
Od 11 kwietnia 1922 leżała w Polsce, w województwie wileńskim, w powiecie wileńsko-trockim, w gminie Rzesza. W 1931 miejscowości liczyły:
- Osiukła Dolna – 35 mieszkańców, zamieszkałych w 6 budynkach,
- Osiukła Górna – 30 mieszkańców, zamieszkałych w 5 budynkach[1].

Po II wojnie światowej w granicach Związku Sowieckiego. Od 1991 na niepodległej Litwie.